# 157533 Stellamarie
157533 Stellamarie è un asteroide della fascia principale. Scoperto nel 2005, presenta un'orbita caratterizzata da un semiasse maggiore pari a 2,6266814 UA e da un'eccentricità di 0,2224274, inclinata di 14,23871° rispetto all'eclittica.